# Klazomenai
Koordinaten: 38° 21′ 29,4″ N, 26° 46′ 3,3″ O
Klazomenai (altgriechisch Κλαζομεναί, türkisch Kilizman) war eine antike Stadt in Ionien (an der Westküste Kleinasiens). Sie lag an der Nordseite des Isthmus von Teos, rund 36 Kilometer westlich der heutigen Stadt İzmir, des früheren Smyrna, beim Ort Urla in der türkischen Provinz Izmir.
Klazomenai wurde 654 v. Chr. ausgehend von Kolophon von Ioniern gegründet. Im 5. Jahrhundert v. Chr. wurde der Ort zum besseren Schutz auf eine der Küste vorgelagerte Insel verlegt, die später durch einen Damm mit dem Festland verbunden wurde. Ein nach dem Mimas genannter Höhenzug trennte die Stadt von Erythrai. Klazomenai war der Geburtsort des Vorsokratikers Anaxagoras (499–428 v. Chr.), der insbesondere durch sein Werk Über die Natur bekannt wurde, und des Sophisten Skopelianos, der Ende des 1. Jahrhunderts n. Chr. lebte. Hier wurde auch der römische Prokurator Gessius Florus geboren.
Ausgrabungen förderten unter anderem attische Keramik und die sogenannte Kore von Klazomenai, den Torso einer weiblichen Statue, zu Tage. Die Töpfer der Stadt produzierten die sogenannten Klazomenischen Sarkophage, bemalte Tonsarkophage, die auch exportiert wurden.

## Inschriften
- Helmut Engelmann, Reinhold Merkelbach: Die Inschriften von Erythrai und Klazomenai. 2 Bände. Habelt, Bonn 1972–1973 (Inschriften griechischer Städte aus Kleinasien, Band 1–2).